# Scapteromys aquaticus
Scapteromys aquaticus är en art i familjen hamsterartade gnagare som förekommer i Sydamerika.

## Utseende
Med en kroppslängd (huvud och bål) av 12,6 till 25,2 cm, en svanslängd av 10,8 till 14,7 cm och en vikt av 64 till 155 g är arten en ganska stor medlem av underfamiljen Sigmodontinae. Den har 3,5 till 4,3 cm långa bakfötter och 2,0 till 2,4 cm stora öron. På ovansidan förekommer främst grå päls, på några ställen med inslag av brunt, och undersidan är täckt av smutsig vit päls med inslag av ljusbrun. På svansen förekommer korta styva hår samt några längre hår och de längre håren bildar vid spetsen en tofs. Scapteromys aquaticus har vid fram- och baktassar smala klor men klorna vid bakfoten är robusta. Vid bakfotens mellersta tre tår förekommer dessutom lite simhud. Arten har en diploid kromosomuppsättning av 32 kromosomer (2n=32).

## Utbredning
Utbredningsområdet ligger i sydöstra Paraguay och nordöstra Argentina. Scapteromys aquaticus är delvis vattenlevande och därför vistas den alltid nära vattendrag eller i regioner som liknar marskland. Vanligen växer träd eller buskar intill vattendragen. Även gräs och halvgräs av släktena Cortaderia och skogssävssläktet är typiska.

## Ekologi
Denna gnagare äter främst daggmaskar och andra maskar. Kanske ingår även skalbaggar och växtdelar i födan. Enligt ett fåtal fynd föds 2 till 4 ungar under sena våren och tidiga sommaren (omkring januari på södra jordklotet). En diande hona med ungar var endast gömd bakom tät växtlighet.
Vid översvämningar når arten med sin goda simförmåga träd som har kronan ovanför vattenytan. Individerna är aktiva mellan skymningen och gryningen. Flera exemplar blir upp till två år gamla. Individer i fångenskap kan i viss mån tämjas men trots allt biter de ibland. Även kannibalism dokumenterades när flera exemplar hölls i samma bur.

## Status
För Scapteromys aquaticus är inga hot kända och utbredningsområdet är ganska stort. IUCN listar arten som livskraftig (LC).